# Nausharo
Nausharo est un site archéologique de l'actuel Pakistan, situé dans la région du Baloutchistan. Le site, qui appartient à la civilisation d'Harappa, a été fouillé entre 1985 et 1996 par une équipe d'archéologues français, sous la direction de Jean-François Jarrige.